# Radni sejmików województw VII kadencji

Koalicje w sejmikach (stan na 2024)

Radni sejmików województw VII kadencji – radni 16 sejmików wojewódzkich w Polsce VII kadencji (2024–2029).
552 spośród nich zostało wybranych w wyborach samorządowych w 2024 na kadencję przypadającą wówczas na lata 2024–2029. Wybory przeprowadzono w wielomandatowych okręgach z listami otwartymi, obowiązywał 5% próg wyborczy na obszarze województwa. W razie zwolnienia mandatu w danych okręgu, funkcję radnego obejmowała osoba z tej samej listy wyborczej z kolejno najwyższym wynikiem wyborczym. Głosowanie odbyło się 7 kwietnia 2024. Wybory przeprowadzono na podstawie przepisów Kodeksu wyborczego (2011).

## Wyniki wyborów do Sejmiku Województwa Dolnośląskiego VII kadencji
| Komitet wyborczy | Komitet wyborczy                                                           | Głosy     | Głosy  | Głosy | Mandaty | Mandaty | Mandaty |
| Komitet wyborczy | Komitet wyborczy                                                           | Liczba    | %      | +/−   | Liczba  | +/−     | %       |
| ---------------- | -------------------------------------------------------------------------- | --------- | ------ | ----- | ------- | ------- | ------- |
|                  | KKW Koalicja Obywatelska                                                   | 349 827   | 33,52  | 5,99  | 15      | 2       | 41,67   |
|                  | Prawo i Sprawiedliwość                                                     | 286 807   | 27,48  | 1,05  | 13      | 1       | 36,11   |
|                  | KKW Trzecia Droga Polska 2050 Szymona Hołowni – Polskie Stronnictwo Ludowe | 119 315   | 11,43  | 6,20  | 4       | 3       | 11,11   |
|                  | Stowarzyszenie „Bezpartyjni Samorządowcy”                                  | 110 053   | 10,55  | 4,43  | 3       | 3       | 8,33    |
|                  | KKW Lewica                                                                 | 73 567    | 7,05   | 0,06  | 1       | 1       | 2,78    |
|                  |                                                                            |           |        |       |         |         |         |
|                  | KWW Konfederacja i Bezpartyjni Samorządowcy                                | 64 585    | 6,19   | –     | –       | –       | –       |
|                  | Koalicja Samorządowa OK Samorząd                                           | 24 222    | 2,32   | –     | –       | –       | –       |
|                  | Polska Liberalna Strajk Przedsiębiorców                                    | 7634      | 0,73   | –     | –       | –       | –       |
|                  | Normalny Kraj                                                              | 7604      | 0,73   | –     | –       | –       | –       |
|                  |                                                                            |           |        |       |         |         |         |
| Ogółem           | Ogółem                                                                     | 1 043 614 | 100,00 | –     | 36      | –       | 100,00  |
| Głosy nieważne   | Głosy nieważne                                                             | 46 161    | 4,24   | 2,51  |         |         |         |
| Frekwencja       | Frekwencja                                                                 | 1 089 775 | 50,00  | 3,01  |         |         |         |

### Prezydium Sejmiku Województwa Dolnośląskiego VII kadencji
| Poseł | Poseł             | Funkcja                    | Klub                                          | Czas pełnienia funkcji | Czas pełnienia funkcji |
| Poseł | Poseł             | Funkcja                    | Klub                                          | Od                     | Do                     |
| ----- | ----------------- | -------------------------- | --------------------------------------------- | ---------------------- | ---------------------- |
|       | Jerzy Pokój       | Przewodniczący Sejmiku     | KR Koalicja Obywatelska                       | 7 maja 2024(dts)       | pełni funkcję          |
|       | Damian Mrozek     | Wiceprzewodniczący Sejmiku | KR Prawo i Sprawiedliwość                     | 28 maja 2024(dts)      | pełni funkcję          |
|       | Marek Łapiński    | Wiceprzewodniczący Sejmiku | KR Koalicja Obywatelska                       | 28 maja 2024(dts)      | pełni funkcję          |
|       | Cezary Przybylski | Wiceprzewodniczący Sejmiku | KR Trzecia Droga – Polskie Stronnictwo Ludowe | 28 maja 2024(dts)      | pełni funkcję          |

| Radni VII kadencji | | |                                                                                                   |                                                                                                |                                                                                                | |                                                                                                |                                                                                                |
| Nr                 | Radni wybrani z list poszczególnych komitetów wyborczych (w nawiasach liczba zdobytych głosów)                             | Radni wybrani z list poszczególnych komitetów wyborczych (w nawiasach liczba zdobytych głosów)                                       | Radni wybrani z list poszczególnych komitetów wyborczych (w nawiasach liczba zdobytych głosów)    | Radni wybrani z list poszczególnych komitetów wyborczych (w nawiasach liczba zdobytych głosów) | Radni wybrani z list poszczególnych komitetów wyborczych (w nawiasach liczba zdobytych głosów) | Radni wybrani z list poszczególnych komitetów wyborczych (w nawiasach liczba zdobytych głosów)                 | Radni wybrani z list poszczególnych komitetów wyborczych (w nawiasach liczba zdobytych głosów) | Radni wybrani z list poszczególnych komitetów wyborczych (w nawiasach liczba zdobytych głosów) |
| 1                  | | KKW Koalicja Obywatelska Sławomir Piechota (31 026) Magdalena Piasecka (15 764) Monika Włodarczyk (7612) Mateusz Jędrachowicz (6608) |                                                                                                   | Prawo i Sprawiedliwość Marcin Krzyżanowski (31 600) Małgorzata Calińska-Mayer (6802)           |                                                                                                | KKW Trzecia Droga Polska 2050 Szymona Hołowni – Polskie Stronnictwo Ludowe Karolina Hołownia-Twardowska (9144) |                                                                                                | KKW Lewica Katarzyna Lubiniecka-Różyło (2881)                                                  |
| 2                  | KKW Koalicja Obywatelska Wojciech Bochnak (25 822) Dorota Galant (15 027) Marek Łapiński (8571)                            | Prawo i Sprawiedliwość Damian Mrozek (31 162) Tytus Czartoryski (15 911) Magdalena Brodowska (4843)                                  | KKW Trzecia Droga Polska 2050 Szymona Hołowni – Polskie Stronnictwo Ludowe Natalia Gołąb (9770)   |                                                                                                | Stowarzyszenie „Bezpartyjni Samorządowcy” Michał Rado (13 989)                                 | |                                                                                                |                                                                                                |
| 3                  | KKW Koalicja Obywatelska Alina Szełemej (29 397) Adam Jaśnikowski (7743) Mirosław Lubiński (6567) Piotr Kraczkowski (6479) | Prawo i Sprawiedliwość Łukasz Lach (8125) Ewelina Szydłowska-Kędziera (7057) Przemysław Czarnecki (3708)                             | KKW Trzecia Droga Polska 2050 Szymona Hołowni – Polskie Stronnictwo Ludowe Paweł Gancarz (12 170) |                                                                                                |                                                                                                | |                                                                                                |                                                                                                |
| 4                  | KKW Koalicja Obywatelska Jerzy Pokój (19 206) Ewa Kocemba (7249)                                                           | Prawo i Sprawiedliwość Krzysztof Mróz (21 676) Andrzej Kredkowski (6865)                                                             |                                                                                                   | Stowarzyszenie „Bezpartyjni Samorządowcy” Cezary Przybylski (15 708)                           |                                                                                                | KKW Trzecia Droga Polska 2050 Szymona Hołowni – Polskie Stronnictwo Ludowe Kamil Barczyk (8914)                |                                                                                                |                                                                                                |
| 5                  | | Prawo i Sprawiedliwość Paweł Kura (17 833) Piotr Karwan (17 021) Paweł Grabek (11 138)                                               |                                                                                                   | KKW Koalicja Obywatelska Jarosław Rabczenko (21 480) Marcin Borys (10 898)                     | Stowarzyszenie „Bezpartyjni Samorządowcy” Tymoteusz Myrda (16 699)                             | |                                                                                                |                                                                                                |
|                    | | |                                                                                                   |                                                                                                |                                                                                                | |                                                                                                |                                                                                                |

## Wyniki wyborów do Sejmiku Województwa Kujawsko-Pomorskiego VII kadencji
| Komitet wyborczy | Komitet wyborczy                                                           | Głosy   | Głosy  | Głosy | Mandaty | Mandaty | Mandaty |
| Komitet wyborczy | Komitet wyborczy                                                           | Liczba  | %      | +/−   | Liczba  | +/−     | %       |
| ---------------- | -------------------------------------------------------------------------- | ------- | ------ | ----- | ------- | ------- | ------- |
|                  | KKW Koalicja Obywatelska                                                   | 276 144 | 38,30  | 2,45  | 14      | [ b ]   | 46,67   |
|                  | Prawo i Sprawiedliwość                                                     | 202 960 | 28,15  | 0,12  | 11      |         | 36,67   |
|                  | KKW Trzecia Droga Polska 2050 Szymona Hołowni – Polskie Stronnictwo Ludowe | 123 893 | 17,18  | 2,87  | 5       | 1       | 16,67   |
|                  |                                                                            |         |        |       |         |         |         |
|                  | KKW Lewica                                                                 | 49 465  | 6,86   | 3,91  | –       | 1       | –       |
|                  | KWW Konfederacja i Bezpartyjni Samorządowcy                                | 47 164  | 6,54   | –     | –       | –       | –       |
|                  | Stowarzyszenie „Bezpartyjni Samorządowcy”                                  | 11 165  | 1,55   | 0,91  | –       |         | –       |
|                  | Polska Liberalna Strajk Przedsiębiorców                                    | 8620    | 1,20   | –     | –       | –       | –       |
|                  | Koalicja Samorządowa OK Samorząd                                           | 1654    | 0,23   | –     | –       | –       | –       |
|                  |                                                                            |         |        |       |         |         |         |
| Ogółem           | Ogółem                                                                     | 721 065 | 100,00 | –     | 30      | –       | 100,00  |
| Głosy nieważne   | Głosy nieważne                                                             | 40 355  | 5,30   | 1,90  |         |         |         |
| Frekwencja       | Frekwencja                                                                 | 761 420 | 49,66  | 3,17  |         |         |         |

| Radni VII kadencji |                                                                                                | |                                                                                                | | |                                                                                                |                                                                                                |                                                                                                |
| Nr                 | Radni wybrani z list poszczególnych komitetów wyborczych (w nawiasach liczba zdobytych głosów) | Radni wybrani z list poszczególnych komitetów wyborczych (w nawiasach liczba zdobytych głosów)                           | Radni wybrani z list poszczególnych komitetów wyborczych (w nawiasach liczba zdobytych głosów) | Radni wybrani z list poszczególnych komitetów wyborczych (w nawiasach liczba zdobytych głosów)                                    | Radni wybrani z list poszczególnych komitetów wyborczych (w nawiasach liczba zdobytych głosów)     | Radni wybrani z list poszczególnych komitetów wyborczych (w nawiasach liczba zdobytych głosów) | Radni wybrani z list poszczególnych komitetów wyborczych (w nawiasach liczba zdobytych głosów) | Radni wybrani z list poszczególnych komitetów wyborczych (w nawiasach liczba zdobytych głosów) |
| 1                  |                                                                                                | KKW Koalicja Obywatelska Zbigniew Ostrowski (21 099) Anna Niewiadomska (11 370) Jacek Woźny (1923)                       |                                                                                                | Prawo i Sprawiedliwość Jarosław Wenderlich (14 963) Marek Gralik (6348)                                                           | |                                                                                                |                                                                                                |                                                                                                |
| 2                  | KKW Koalicja Obywatelska Jarosław Katulski (11 519) Tadeusz Pogoda (9803)                      | Prawo i Sprawiedliwość Radosław Kempinski (13 425) Marek Witkowski (4648)                                                |                                                                                                | KKW Trzecia Droga Polska 2050 Szymona Hołowni – Polskie Stronnictwo Ludowe Przemysław Sznajdrowski (6271)                         | |                                                                                                |                                                                                                |                                                                                                |
| 3                  |                                                                                                | Prawo i Sprawiedliwość Józef Ramlau (16 925) Marcel Kałużny (8522)                                                       |                                                                                                | KKW Koalicja Obywatelska Robert Malinowski (12 078) Michał Czepek (8778)                                                          | KKW Trzecia Droga Polska 2050 Szymona Hołowni – Polskie Stronnictwo Ludowe Paweł Zgórzyński (7508) |                                                                                                |                                                                                                |                                                                                                |
| 4                  |                                                                                                | KKW Koalicja Obywatelska Piotr Całbecki (58 629) Katarzyna Lubańska (8622) Jacek Gajewski (3380) Leszek Pluciński (2462) |                                                                                                | Prawo i Sprawiedliwość Przemysław Przybylski (20 918)                                                                             | |                                                                                                |                                                                                                |                                                                                                |
| 5                  | KKW Koalicja Obywatelska Elżbieta Piniewska (18 703) Wojciech Szczęsny (12 880)                | Prawo i Sprawiedliwość Ewa Kozanecka (14 146) Anna Maćkowska (12 440)                                                    |                                                                                                | KKW Trzecia Droga Polska 2050 Szymona Hołowni – Polskie Stronnictwo Ludowe Dariusz Kurzawa (15 875)                               | |                                                                                                |                                                                                                |                                                                                                |
| 6                  |                                                                                                | Prawo i Sprawiedliwość Józef Łyczak (20 363) Wojciech Jaranowski (6487)                                                  |                                                                                                | KKW Trzecia Droga Polska 2050 Szymona Hołowni – Polskie Stronnictwo Ludowe Aneta Jędrzejewska (21 418) Przemysław Ziemecki (2584) | | KKW Koalicja Obywatelska Sławomir Kopyść (13 849)                                              |                                                                                                |                                                                                                |
|                    |                                                                                                | |                                                                                                | | |                                                                                                |                                                                                                |                                                                                                |

## Wyniki wyborów do Sejmiku Województwa Lubelskiego VII kadencji
| Komitet wyborczy | Komitet wyborczy                                                           | Głosy   | Głosy  | Głosy | Mandaty | Mandaty | Mandaty |
| Komitet wyborczy | Komitet wyborczy                                                           | Liczba  | %      | +/−   | Liczba  | +/−     | %       |
| ---------------- | -------------------------------------------------------------------------- | ------- | ------ | ----- | ------- | ------- | ------- |
|                  | Prawo i Sprawiedliwość                                                     | 390 132 | 47,17  | 3,13  | 21      | 3       | 63,64   |
|                  | KKW Koalicja Obywatelska                                                   | 158 656 | 19,18  | 0,26  | 6       | 1       | 18,18   |
|                  | KKW Trzecia Droga Polska 2050 Szymona Hołowni – Polskie Stronnictwo Ludowe | 125 667 | 15,19  | 4,11  | 5       | 2       | 15,15   |
|                  | KWW Konfederacja i Bezpartyjni Samorządowcy                                | 71 612  | 8,66   | –     | 1       | –       | 3,03    |
|                  |                                                                            |         |        |       |         |         |         |
|                  | KKW Lewica                                                                 | 39 122  | 4,73   | 2,09  | –       | 1       | –       |
|                  | Stowarzyszenie „Bezpartyjni Samorządowcy”                                  | 24 497  | 2,96   | 2,54  | –       |         | –       |
|                  | Normalny Kraj                                                              | 6229    | 0,75   | –     | –       | –       | –       |
|                  | Polska Liberalna Strajk Przedsiębiorców                                    | 4534    | 0,55   | –     | –       | –       | –       |
|                  | Koalicja Samorządowa OK Samorząd                                           | 3740    | 0,45   | –     | –       | –       | –       |
|                  | Ruch Naprawy Polski                                                        | 2934    | 0,35   | –     | –       | –       | –       |
|                  |                                                                            |         |        |       |         |         |         |
| Ogółem           | Ogółem                                                                     | 827 123 | 100,00 | –     | 33      | –       | 100,00  |
| Głosy nieważne   | Głosy nieważne                                                             | 38 806  | 4,48   | 0,82  |         |         |         |
| Frekwencja       | Frekwencja                                                                 | 865 929 | 52,92  | 3,26  |         |         |         |

### Prezydium Sejmiku Województwa Lubelskiego VII kadencji
| Poseł                   | Poseł                      | Funkcja                   | Klub                      | Czas pełnienia funkcji | Czas pełnienia funkcji |
| Poseł                   | Poseł                      | Funkcja                   | Klub                      | Od                     | Do                     |
| ----------------------- | -------------------------- | ------------------------- | ------------------------- | ---------------------- | ---------------------- |
|                         | Mieczysław Ryba            | Przewodniczący Sejmiku    | KR Prawo i Sprawiedliwość | 7 maja 2024(dts)       | pełni funkcję          |
| Krzysztof Gałaszkiewicz | Wiceprzewodniczący Sejmiku | KR Prawo i Sprawiedliwość | 7 maja 2024(dts)          | pełni funkcję          |                        |
| Kamila Grzywaczewska    | Wiceprzewodniczący Sejmiku | KR Prawo i Sprawiedliwość | 7 maja 2024(dts)          | pełni funkcję          |                        |
| Jerzy Szwaj             | Wiceprzewodniczący Sejmiku | KR Prawo i Sprawiedliwość | 7 maja 2024(dts)          | pełni funkcję          |                        |

| Radni VII kadencji | | | |                                                                                                | |                                                                                                |                                                                                                |                                                                                                |
| Nr                 | Radni wybrani z list poszczególnych komitetów wyborczych (w nawiasach liczba zdobytych głosów)                                                                          | Radni wybrani z list poszczególnych komitetów wyborczych (w nawiasach liczba zdobytych głosów)      | Radni wybrani z list poszczególnych komitetów wyborczych (w nawiasach liczba zdobytych głosów)                 | Radni wybrani z list poszczególnych komitetów wyborczych (w nawiasach liczba zdobytych głosów) | Radni wybrani z list poszczególnych komitetów wyborczych (w nawiasach liczba zdobytych głosów)         | Radni wybrani z list poszczególnych komitetów wyborczych (w nawiasach liczba zdobytych głosów) | Radni wybrani z list poszczególnych komitetów wyborczych (w nawiasach liczba zdobytych głosów) | Radni wybrani z list poszczególnych komitetów wyborczych (w nawiasach liczba zdobytych głosów) |
| 1                  | | Prawo i Sprawiedliwość Mieczysław Ryba (21 779) Lech Sprawka (12 178) Zbigniew Wojciechowski (3553) | | KKW Koalicja Obywatelska Iwona Nabożna (5402) Grzegorz Kurczuk (5005)                          | |                                                                                                |                                                                                                |                                                                                                |
| 2                  | Prawo i Sprawiedliwość Jarosław Stawiarski (53 832) Piotr Breś (18 094) Marek Wojciechowski (15 216) Renata Bielecka (6150) Marek Jóźwik (5338) Janusz Bodziacki (4891) | | KKW Trzecia Droga Polska 2050 Szymona Hołowni – Polskie Stronnictwo Ludowe Marek Kos (9098) Paweł Kurek (6558) |                                                                                                | KKW Koalicja Obywatelska Andrzej Ścibior (14 152)                                                      |                                                                                                | KWW Konfederacja i Bezpartyjni Samorządowcy Krzysztof Frejowski (10 242)                       |                                                                                                |
| 3                  | Prawo i Sprawiedliwość Jerzy Szwaj (18 794) Ryszard Szczygieł (16 725) Barbara Barszczewska (11 105) Jarosław Kwasek (7561)                                             | | KKW Koalicja Obywatelska Wojciech Sosnowski (9477)                                                             |                                                                                                | KKW Trzecia Droga Polska 2050 Szymona Hołowni – Polskie Stronnictwo Ludowe Sławomir Sosnowski (12 654) |                                                                                                |                                                                                                |                                                                                                |
| 4                  | Prawo i Sprawiedliwość Kamila Grzywaczewska (21 742) Marcin Szewczak (10 259) Radosław Brzózka (7625) Zdzisław Szwed (7212)                                             | KKW Koalicja Obywatelska Dariusz Grabczuk (9986)                                                    | KKW Trzecia Droga Polska 2050 Szymona Hołowni – Polskie Stronnictwo Ludowe Andrzej Romańczuk (9150)            |                                                                                                | |                                                                                                |                                                                                                |                                                                                                |
| 5                  | Prawo i Sprawiedliwość Michał Mulawa (38 049) Krzysztof Gałaszkiewicz (9857) Anna Kusiak (9620) Grzegorz Wróbel (8400)                                                  | KKW Koalicja Obywatelska Zofia Woźnica (11 735)                                                     | KKW Trzecia Droga Polska 2050 Szymona Hołowni – Polskie Stronnictwo Ludowe Arkadiusz Bratkowski (6205)         |                                                                                                | |                                                                                                |                                                                                                |                                                                                                |
|                    | | | |                                                                                                | |                                                                                                |                                                                                                |                                                                                                |

## Wyniki wyborów do Sejmiku Województwa Lubuskiego VII kadencji
| Komitet wyborczy | Komitet wyborczy                                                           | Głosy   | Głosy  | Głosy | Mandaty | Mandaty | Mandaty |
| Komitet wyborczy | Komitet wyborczy                                                           | Liczba  | %      | +/−   | Liczba  | +/−     | %       |
| ---------------- | -------------------------------------------------------------------------- | ------- | ------ | ----- | ------- | ------- | ------- |
|                  | KKW Koalicja Obywatelska                                                   | 121 853 | 34,73  | 2,19  | 14      | 3       | 46,67   |
|                  | Prawo i Sprawiedliwość                                                     | 87 845  | 25,04  | 0,07  | 10      | 1       | 33,33   |
|                  | KKW Trzecia Droga Polska 2050 Szymona Hołowni – Polskie Stronnictwo Ludowe | 65 517  | 18,67  | 6,24  | 6       | 2       | 20,00   |
|                  |                                                                            |         |        |       |         |         |         |
|                  | KKW Lewica                                                                 | 29 220  | 8,33   | 2,97  | –       | 2       | –       |
|                  | KWW Konfederacja i Bezpartyjni Samorządowcy                                | 21 885  | 6,24   | –     | –       | –       | –       |
|                  | Stowarzyszenie Lewicy Demokratycznej                                       | 13 169  | 3,75   | –     | –       | –       | –       |
|                  | Stowarzyszenie „Bezpartyjni Samorządowcy”                                  | 8506    | 2,42   | 10,75 | –       | 4       | –       |
|                  | Polska Liberalna Strajk Przedsiębiorców                                    | 1447    | 0,41   | –     | –       | –       | –       |
|                  | Ruch Naprawy Polski                                                        | 788     | 0,22   | –     | –       | –       | –       |
|                  | Koalicja Samorządowa OK Samorząd                                           | 612     | 0,17   | –     | –       | –       | –       |
|                  |                                                                            |         |        |       |         |         |         |
| Ogółem           | Ogółem                                                                     | 350 842 | 100,00 | –     | 30      | –       | 100,00  |
| Głosy nieważne   | Głosy nieważne                                                             | 20 194  | 5,44   | 1,50  |         |         |         |
| Frekwencja       | Frekwencja                                                                 | 371 036 | 49,19  | 3,08  |         |         |         |

| Radni VII kadencji | | | |                                                                                                |                                                                                                |                                                                                                |
| Nr                 | Radni wybrani z list poszczególnych komitetów wyborczych (w nawiasach liczba zdobytych głosów)             | Radni wybrani z list poszczególnych komitetów wyborczych (w nawiasach liczba zdobytych głosów)                             | Radni wybrani z list poszczególnych komitetów wyborczych (w nawiasach liczba zdobytych głosów)                           | Radni wybrani z list poszczególnych komitetów wyborczych (w nawiasach liczba zdobytych głosów) | Radni wybrani z list poszczególnych komitetów wyborczych (w nawiasach liczba zdobytych głosów) | Radni wybrani z list poszczególnych komitetów wyborczych (w nawiasach liczba zdobytych głosów) |
| 1                  | | KKW Koalicja Obywatelska Anna Synowiec (15 212) Hubert Harasimowicz (3505) Jerzy Wierchowicz (2864) Tomasz Gierczak (1861) | | Prawo i Sprawiedliwość Elżbieta Płonka (9825) Zofia Dajczak (4843)                             |                                                                                                | KKW Trzecia Droga Polska 2050 Szymona Hołowni – Polskie Stronnictwo Ludowe Marek Halasz (6135) |
| 2                  | KKW Koalicja Obywatelska Marcin Jabłoński (9853) Irena Osos (3504)                                         | Prawo i Sprawiedliwość Bogusław Motowidełko (7049) Roman Jabłoński (3252)                                                  | KKW Trzecia Droga Polska 2050 Szymona Hołowni – Polskie Stronnictwo Ludowe Zbigniew Kołodziej (5628) Edward Fedko (3553) |                                                                                                |                                                                                                |                                                                                                |
| 3                  | KKW Koalicja Obywatelska Leszek Turczyniak (4642) Jarosław Dowhan (2906)                                   | Prawo i Sprawiedliwość Jacek Kurzępa (5915) Tadeusz Ardelli (3022)                                                         | KKW Trzecia Droga Polska 2050 Szymona Hołowni – Polskie Stronnictwo Ludowe Anna Chinalska (2976)                         |                                                                                                |                                                                                                |                                                                                                |
| 4                  | KKW Koalicja Obywatelska Sebastian Ciemnoczołowski (16 261) Alicja Makarska (6651) Sławomir Kotylak (3590) | Prawo i Sprawiedliwość Zbigniew Kościk (7886) Jakub Ast (2089)                                                             | KKW Trzecia Droga Polska 2050 Szymona Hołowni – Polskie Stronnictwo Ludowe Tomasz Siemiński (2644)                       |                                                                                                |                                                                                                |                                                                                                |
| 5                  | KKW Koalicja Obywatelska Grzegorz Potęga (8926) Małgorzata Paluch-Słowińska (3800) Paweł Giza (3692)       | Prawo i Sprawiedliwość Małgorzata Gośniowska-Kola (10 363) Andrzej Wieczorek (3696)                                        | KKW Trzecia Droga Polska 2050 Szymona Hołowni – Polskie Stronnictwo Ludowe Elżbieta Polak (6698)                         |                                                                                                |                                                                                                |                                                                                                |
|                    | | | |                                                                                                |                                                                                                |                                                                                                |

## Wyniki wyborów do Sejmiku Województwa Łódzkiego VII kadencji
| Komitet wyborczy | Komitet wyborczy                                                           | Głosy     | Głosy  | Głosy | Mandaty | Mandaty | Mandaty |
| Komitet wyborczy | Komitet wyborczy                                                           | Liczba    | %      | +/−   | Liczba  | +/−     | %       |
| ---------------- | -------------------------------------------------------------------------- | --------- | ------ | ----- | ------- | ------- | ------- |
|                  | Prawo i Sprawiedliwość                                                     | 360 701   | 37,57  | 2,69  | 16      | 1       | 48,48   |
|                  | KKW Koalicja Obywatelska                                                   | 291 921   | 30,41  | 0,68  | 12      | [ b ]   | 36,36   |
|                  | KKW Trzecia Droga Polska 2050 Szymona Hołowni – Polskie Stronnictwo Ludowe | 136 384   | 14,21  | 1,15  | 4       | [ d ]   | 12,12   |
|                  | KKW Lewica                                                                 | 60 947    | 6,35   | 1,69  | 1       | 1       | 3,03    |
|                  |                                                                            |           |        |       |         |         |         |
|                  | KWW Konfederacja i Bezpartyjni Samorządowcy                                | 63 549    | 6,62   | –     | –       | –       | –       |
|                  | Stowarzyszenie „Bezpartyjni Samorządowcy”                                  | 24 979    | 2,60   | 1,30  | –       |         | –       |
|                  | KWW Akcja Narodowa                                                         | 9231      | 0,96   | 0,42  | –       |         | –       |
|                  | Polska Liberalna Strajk Przedsiębiorców                                    | 5492      | 0,57   | –     | –       | –       | –       |
|                  | Normalny Kraj                                                              | 3184      | 0,33   | –     | –       | –       | –       |
|                  | KWW Geotermia Rawa Mazowiecka                                              | 2281      | 0,24   | –     | –       | –       | –       |
|                  | Ruch Naprawy Polski                                                        | 1396      | 0,15   | –     | –       | –       | –       |
|                  |                                                                            |           |        |       |         |         |         |
| Ogółem           | Ogółem                                                                     | 960 065   | 100,00 | –     | 33      | –       | 100,00  |
| Głosy nieważne   | Głosy nieważne                                                             | 40 831    | 4,08   | 2,89  |         |         |         |
| Frekwencja       | Frekwencja                                                                 | 1 000 896 | 53,16  | 3,75  |         |         |         |

| Radni VII kadencji | | | | |                                                                                                |                                                                                                |
| Nr                 | Radni wybrani z list poszczególnych komitetów wyborczych (w nawiasach liczba zdobytych głosów)                       | Radni wybrani z list poszczególnych komitetów wyborczych (w nawiasach liczba zdobytych głosów)                                                                 | Radni wybrani z list poszczególnych komitetów wyborczych (w nawiasach liczba zdobytych głosów)      | Radni wybrani z list poszczególnych komitetów wyborczych (w nawiasach liczba zdobytych głosów)                    | Radni wybrani z list poszczególnych komitetów wyborczych (w nawiasach liczba zdobytych głosów) | Radni wybrani z list poszczególnych komitetów wyborczych (w nawiasach liczba zdobytych głosów) |
| 1                  | | KKW Koalicja Obywatelska Joanna Skrzydlewska (40 826) Hanna Gill-Piątek (24 735) Tomasz Karauda (23 983) Maciej Riemer (8477) Monika Malinowska-Olszowy (6869) | | Prawo i Sprawiedliwość Piotr Adamczyk (37 258) Michał Król (7910)                                                 |                                                                                                | KKW Lewica Piotr Bors (9396)                                                                   |
| 2                  | | Prawo i Sprawiedliwość Grzegorz Schreiber (23 236) Zbigniew Linkowski (12 303) Waldemar Wojciechowski (11 838)                                                 | | KKW Koalicja Obywatelska Małgorzata Grabarczyk (22 559) Wojciech Ziółkowski (6512)                                |                                                                                                |                                                                                                |
| 3                  | Prawo i Sprawiedliwość Maciej Łuczak (26 691) Marlena Sagan (21 559) Edward Kiedos (11 503) Dorota Więckowska (9484) | KKW Koalicja Obywatelska Magdalena Werstak (20 623) Maciej Sulgan (8480)                                                                                       | | KKW Trzecia Droga Polska 2050 Szymona Hołowni – Polskie Stronnictwo Ludowe Adam Nowak (7722) Agnieszka Ryś (7514) |                                                                                                |                                                                                                |
| 4                  | Prawo i Sprawiedliwość Beata Dróżdż (41 453) Dariusz Rogut (13 660) Aneta Niedźwiecka (7920) Konrad Zyberyng (5158)  | KKW Koalicja Obywatelska Magdalena Spólnicka (25 685) Jacek Sokalski (6583)                                                                                    | KKW Trzecia Droga Polska 2050 Szymona Hołowni – Polskie Stronnictwo Ludowe Piotr Wojtysiak (16 743) | |                                                                                                |                                                                                                |
| 5                  | Prawo i Sprawiedliwość Janusz Ciesielski (24 087) Ewa Wendrowska (19 064) Beata Ozga-Flejszer (7862)                 | | KKW Trzecia Droga Polska 2050 Szymona Hołowni – Polskie Stronnictwo Ludowe Artur Bagieński (14 576) | | KKW Koalicja Obywatelska Justyna Kulig (13 425)                                                |                                                                                                |
|                    | | | | |                                                                                                |                                                                                                |

## Wyniki wyborów do Sejmiku Województwa Małopolskiego VII kadencji
| Komitet wyborczy | Komitet wyborczy                                                           | Głosy     | Głosy  | Głosy | Mandaty | Mandaty | Mandaty |
| Komitet wyborczy | Komitet wyborczy                                                           | Liczba    | %      | +/−   | Liczba  | +/−     | %       |
| ---------------- | -------------------------------------------------------------------------- | --------- | ------ | ----- | ------- | ------- | ------- |
|                  | Prawo i Sprawiedliwość                                                     | 581 510   | 43,90  | 0,35  | 21      | 3       | 53,85   |
|                  | KKW Koalicja Obywatelska                                                   | 343 649   | 25,94  | 2,26  | 12      | 1       | 30,77   |
|                  | KKW Trzecia Droga Polska 2050 Szymona Hołowni – Polskie Stronnictwo Ludowe | 164 198   | 12,39  | 2,36  | 6       | 2       | 15,38   |
|                  |                                                                            |           |        |       |         |         |         |
|                  | KWW Konfederacja i Bezpartyjni Samorządowcy                                | 105 377   | 7,95   | –     | –       | –       | –       |
|                  | KKW Lewica                                                                 | 62 755    | 4,74   | 0,44  | –       | [ f ]   | –       |
|                  | Stowarzyszenie „Bezpartyjni Samorządowcy”                                  | 34 619    | 2,61   | 1,28  | –       |         | –       |
|                  | Normalny Kraj                                                              | 15 428    | 1,16   | –     | –       | –       | –       |
|                  | Koalicja Samorządowa OK Samorząd                                           | 13 608    | 1,03   | –     | –       | –       | –       |
|                  | KWW Błękitna Polska                                                        | 2883      | 0,22   | –     | –       | –       | –       |
|                  | Polska Liberalna Strajk Przedsiębiorców                                    | 719       | 0,05   | –     | –       | –       | –       |
|                  |                                                                            |           |        |       |         |         |         |
| Ogółem           | Ogółem                                                                     | 1 324 746 | 100,00 | –     | 39      | –       | 100,00  |
| Głosy nieważne   | Głosy nieważne                                                             | 55 677    | 4,03   | 2,53  |         |         |         |
| Frekwencja       | Frekwencja                                                                 | 1 380 340 | 52,59  | 2,61  |         |         |         |

| Radni VII kadencji | | | |                                                                                                | |                                                                                                |
| Nr                 | Radni wybrani z list poszczególnych komitetów wyborczych (w nawiasach liczba zdobytych głosów)                                                   | Radni wybrani z list poszczególnych komitetów wyborczych (w nawiasach liczba zdobytych głosów)                                                            | Radni wybrani z list poszczególnych komitetów wyborczych (w nawiasach liczba zdobytych głosów)       | Radni wybrani z list poszczególnych komitetów wyborczych (w nawiasach liczba zdobytych głosów) | Radni wybrani z list poszczególnych komitetów wyborczych (w nawiasach liczba zdobytych głosów)     | Radni wybrani z list poszczególnych komitetów wyborczych (w nawiasach liczba zdobytych głosów) |
| 1                  | | Prawo i Sprawiedliwość Iwona Gibas (32 751) Mirosław Dróżdż (14 005)                                                                                      | | KKW Koalicja Obywatelska Sylwia Żak-Biesik (20 347) Tadeusz Arkit (10 838)                     | | KKW Trzecia Droga Polska 2050 Szymona Hołowni – Polskie Stronnictwo Ludowe Lidia Gądek (9699)  |
| 2                  | Prawo i Sprawiedliwość Łukasz Smółka (35 678) Bogdan Pęk (18 529) Piotr Ćwik (8725)                                                              | KKW Koalicja Obywatelska Grzegorz Małodobry (22 406) Jacek Krupa (6979)                                                                                   | KKW Trzecia Droga Polska 2050 Szymona Hołowni – Polskie Stronnictwo Ludowe Małgorzata Szostak (7896) |                                                                                                | |                                                                                                |
| 3                  | | KKW Koalicja Obywatelska Szczęsny Filipiak (34 407) Jerzy Fedorowicz (24 437) Grzegorz Lipiec (18 926) Patrycja Tocka (15 536) Kazimierz Barczyk (11 902) | | Prawo i Sprawiedliwość Jan Duda (42 971) Barbara Nowak (12 482)                                | KKW Trzecia Droga Polska 2050 Szymona Hołowni – Polskie Stronnictwo Ludowe Dariusz Badurski (9201) |                                                                                                |
| 4                  | | Prawo i Sprawiedliwość Rafał Stuglik (28 647) Danuta Kawa (23 492) Marek Wierzba (17 858) Witold Kozłowski (14 416) Jan Piczura (13 892)                  | | KKW Koalicja Obywatelska Maciej Koźbiał (20 120)                                               | KKW Trzecia Droga Polska 2050 Szymona Hołowni – Polskie Stronnictwo Ludowe Miłosz Motyka (9059)    |                                                                                                |
| 5                  | Prawo i Sprawiedliwość Ryszard Pagacz (30 646) Marta Malec-Lech (22 218) Wojciech Skruch (15 781) Józef Gawron (13 712) Piotr Dziurdzia (12 429) | KKW Koalicja Obywatelska Krzysztof Nowak (13 343) | KKW Trzecia Droga Polska 2050 Szymona Hołowni – Polskie Stronnictwo Ludowe Stanisław Sorys (11 849)  |                                                                                                | |                                                                                                |
| 6                  | Prawo i Sprawiedliwość Grzegorz Biedroń (42 694) Jan Duda (27 998) Jadwiga Wójtowicz (26 483) Tomasz Płatek (7654)                               | KKW Koalicja Obywatelska Michał Słowik (11 543) | KKW Trzecia Droga Polska 2050 Szymona Hołowni – Polskie Stronnictwo Ludowe Stanisław Pasoń (12 181)  |                                                                                                | |                                                                                                |
|                    | | | |                                                                                                | |                                                                                                |

## Wyniki wyborów do Sejmiku Województwa Mazowieckiego VII kadencji
| Komitet wyborczy | Komitet wyborczy                                                           | Głosy     | Głosy  | Głosy | Mandaty | Mandaty | Mandaty |
| Komitet wyborczy | Komitet wyborczy                                                           | Liczba    | %      | +/−   | Liczba  | +/−     | %       |
| ---------------- | -------------------------------------------------------------------------- | --------- | ------ | ----- | ------- | ------- | ------- |
|                  | Prawo i Sprawiedliwość                                                     | 750 998   | 33,16  | 0,88  | 21      | 3       | 41,18   |
|                  | KKW Koalicja Obywatelska                                                   | 713 838   | 31,52  | 2,48  | 20      | 2       | 39,22   |
|                  | KKW Trzecia Droga Polska 2050 Szymona Hołowni – Polskie Stronnictwo Ludowe | 374 562   | 16,54  | 3,39  | 8       | [ d ]   | 15,69   |
|                  | KKW Lewica                                                                 | 157 178   | 6,94   | 0,23  | 1       | 1       | 1,96    |
|                  | KWW Konfederacja i Bezpartyjni Samorządowcy                                | 154 815   | 6,84   | –     | 1       | –       | 1,96    |
|                  |                                                                            |           |        |       |         |         |         |
|                  | Stowarzyszenie „Bezpartyjni Samorządowcy”                                  | 53 956    | 2,38   | 3,86  | –       | 1       | –       |
|                  | Ruch Naprawy Polski                                                        | 15 894    | 0,70   | –     | –       | –       | –       |
|                  | Normalny Kraj                                                              | 13 487    | 0,60   | –     | –       | –       | –       |
|                  | Związek Słowiański                                                         | 11 565    | 0,51   | –     | –       | –       | –       |
|                  | Stowarzyszenie Obywatele i Sprawiedliwość                                  | 7177      | 0,32   | –     | –       | –       | –       |
|                  | Samoobrona Rzeczpospolitej Polskiej                                        | 5923      | 0,26   | –     | –       | –       | –       |
|                  | Koalicja Samorządowa OK Samorząd                                           | 5247      | 0,23   | –     | –       | –       | –       |
|                  |                                                                            |           |        |       |         |         |         |
| Ogółem           | Ogółem                                                                     | 2 264 640 | 100,00 | –     | 51      | –       | 100,00  |
| Głosy nieważne   | Głosy nieważne                                                             | 88 298    | 3,75   | 2,30  |         |         |         |
| Frekwencja       | Frekwencja                                                                 | 2 352 938 | 56,99  | 3,88  |         |         |         |

| Radni VII kadencji | | | | |                                                                                                 | |                                                                                                |                                                                                                |
| Nr                 | Radni wybrani z list poszczególnych komitetów wyborczych (w nawiasach liczba zdobytych głosów)                                                         | Radni wybrani z list poszczególnych komitetów wyborczych (w nawiasach liczba zdobytych głosów)                                 | Radni wybrani z list poszczególnych komitetów wyborczych (w nawiasach liczba zdobytych głosów)                                 | Radni wybrani z list poszczególnych komitetów wyborczych (w nawiasach liczba zdobytych głosów)                                                    | Radni wybrani z list poszczególnych komitetów wyborczych (w nawiasach liczba zdobytych głosów)  | Radni wybrani z list poszczególnych komitetów wyborczych (w nawiasach liczba zdobytych głosów)                                       | Radni wybrani z list poszczególnych komitetów wyborczych (w nawiasach liczba zdobytych głosów) | Radni wybrani z list poszczególnych komitetów wyborczych (w nawiasach liczba zdobytych głosów) |
| 1                  | | KKW Koalicja Obywatelska Ludwik Rakowski (40 880) Katarzyna Bornowska (29 210) Robert Kempa (23 660)                           | | Prawo i Sprawiedliwość Błażej Poboży (27 997) |                                                                                                 | KKW Lewica Paulina Piechna-Więckiewicz (22 746)                                                                                      |                                                                                                |                                                                                                |
| 2                  | KKW Koalicja Obywatelska Krzysztof Strzałkowski (42 140) Katarzyna Łęgiewicz (24 873) Sylwia Lacek (21 895) Anna Uzdowska-Gacek (8499)                 | Prawo i Sprawiedliwość Michał Grodzki (6620)                                                                                   | | |                                                                                                 | |                                                                                                |                                                                                                |
| 3                  | KKW Koalicja Obywatelska Wioletta Paprocka-Ślusarska (54 794) Anna Majchrzak (21 606) Tomasz Kucharski (16 500) Alicja Dąbrowska (12 379)              | Prawo i Sprawiedliwość Paweł Lisiecki (44 500) Andrzej Melak (7940)                                                            | | |                                                                                                 | |                                                                                                |                                                                                                |
| 4                  | | Prawo i Sprawiedliwość Artur Czapliński (42 131) Marek Martynowski (20 970) Łukasz Cicholski (18 009) Michał Orliński (14 947) | | KKW Trzecia Droga Polska 2050 Szymona Hołowni – Polskie Stronnictwo Ludowe Adam Struzik (74 814) Konrad Wojnarowski (8683) Paweł Obermeyer (8414) |                                                                                                 | KKW Koalicja Obywatelska Wiesław Raboszuk (13 147)                                                                                   |                                                                                                |                                                                                                |
| 5                  | Prawo i Sprawiedliwość Jakub Kowalski (48 145) Łukasz Mierzejewski (28 999) Magdalena Murawska (12 811) Edyta Wietrak (12 335)                         | | KKW Koalicja Obywatelska Rafał Rajkowski (42 360) Magdalena Nowacka (7880)                                                     | | KKW Trzecia Droga Polska 2050 Szymona Hołowni – Polskie Stronnictwo Ludowe Piotr Papis (17 333) | |                                                                                                |                                                                                                |
| 6                  | Prawo i Sprawiedliwość Wojciech Kudelski (49 749) Teresa Wargocka (26 053) Janusz Kotowski (16 161) Anna Kaszuba (15 976) Krzysztof Żochowski (12 295) | | KKW Trzecia Droga Polska 2050 Szymona Hołowni – Polskie Stronnictwo Ludowe Janina Orzełowska (43 622) Rafał Kowalczyk (12 433) | | KKW Koalicja Obywatelska Elżbieta Lanc (22 480) Krzysztof Chaberski (19 400)                    | |                                                                                                |                                                                                                |
| 7                  | | KKW Koalicja Obywatelska Aleksandra Śmietanka (38 986) Anna Brzezińska (38 033) Marcin Podsędek (36 425) Igor Sulich (7508)    | | Prawo i Sprawiedliwość Zdzisław Sipiera (54 734) Katarzyna Lubiak (26 567) Damian Olszewski (14 430) Robert Perkowski (13 262)                    |                                                                                                 | KKW Trzecia Droga Polska 2050 Szymona Hołowni – Polskie Stronnictwo Ludowe Grzegorz Benedykciński (32 565) Dorota Stalińska (12 923) |                                                                                                | KWW Konfederacja i Bezpartyjni Samorządowcy Konrad Rytel (16 315)                              |
|                    | | | | |                                                                                                 | |                                                                                                |                                                                                                |

## Wyniki wyborów do Sejmiku Województwa Opolskiego VII kadencji
| Komitet wyborczy | Komitet wyborczy                                                           | Głosy   | Głosy  | Głosy | Mandaty | Mandaty | Mandaty |
| Komitet wyborczy | Komitet wyborczy                                                           | Liczba  | %      | +/−   | Liczba  | +/−     | %       |
| ---------------- | -------------------------------------------------------------------------- | ------- | ------ | ----- | ------- | ------- | ------- |
|                  | KKW Koalicja Obywatelska                                                   | 119 918 | 36,47  | 6,57  | 14      | 1       | 46,67   |
|                  | Prawo i Sprawiedliwość                                                     | 83 187  | 25,30  | 0,47  | 10      |         | 33,33   |
|                  | KWW Śląscy Samorządowcy                                                    | 53 338  | 16,22  | –     | 5       | –       | 16,67   |
|                  | KKW Trzecia Droga Polska 2050 Szymona Hołowni – Polskie Stronnictwo Ludowe | 30 693  | 9,34   | 1,38  | 1       | 1       | 3,33    |
|                  |                                                                            |         |        |       |         |         |         |
|                  | KWW Konfederacja i Bezpartyjni Samorządowcy                                | 19 498  | 5,93   | –     | –       | –       | –       |
|                  | KKW Lewica                                                                 | 11 947  | 3,63   | 3,82  | –       | [ f ]   | –       |
|                  | Stowarzyszenie „Bezpartyjni Samorządowcy”                                  | 6644    | 2,02   | 1,24  | –       |         | –       |
|                  | Polska Liberalna Strajk Przedsiębiorców                                    | 3568    | 1,09   | –     | –       | –       | –       |
|                  |                                                                            |         |        |       |         |         |         |
| Ogółem           | Ogółem                                                                     | 328 793 | 100,00 | –     | 30      | –       | 100,00  |
| Głosy nieważne   | Głosy nieważne                                                             | 16 726  | 4,84   | 2,29  |         |         |         |
| Frekwencja       | Frekwencja                                                                 | 345 519 | 46,43  | 2,20  |         |         |         |

| Radni VII kadencji | | |                                                                                                |                                                                                                |                                                                                                |                                                                                                  |
| Nr                 | Radni wybrani z list poszczególnych komitetów wyborczych (w nawiasach liczba zdobytych głosów)           | Radni wybrani z list poszczególnych komitetów wyborczych (w nawiasach liczba zdobytych głosów)                                     | Radni wybrani z list poszczególnych komitetów wyborczych (w nawiasach liczba zdobytych głosów) | Radni wybrani z list poszczególnych komitetów wyborczych (w nawiasach liczba zdobytych głosów) | Radni wybrani z list poszczególnych komitetów wyborczych (w nawiasach liczba zdobytych głosów) | Radni wybrani z list poszczególnych komitetów wyborczych (w nawiasach liczba zdobytych głosów)   |
| 1                  | | KKW Koalicja Obywatelska Zbigniew Kubalańca (11 415) Szymon Ogłaza (8865) Janusz Trzepizur (4455) Elżbieta Pisula-Bieniecka (3032) |                                                                                                | KWW Śląscy Samorządowcy Rafał Bartek (4267) Ryszard Galla (3873)                               |                                                                                                | Prawo i Sprawiedliwość Sławomir Kłosowski (9746) Iwona Porowska (2560)                           |
| 2                  | KKW Koalicja Obywatelska Szymon Godyla (6526) Katarzyna Zalewska (989) Katarzyna Juranek-Mazurczak (642) | | Prawo i Sprawiedliwość Jerzy Niedźwiecki (7197) Anna Gęsiarz (3361)                            |                                                                                                |                                                                                                |                                                                                                  |
| 3                  | KKW Koalicja Obywatelska Robert Węgrzyn (6794) Brygida Kolenda-Łabuś (3158)                              | | KWW Śląscy Samorządowcy Roman Kolek (7440) Edyta Gola (2887)                                   |                                                                                                | Prawo i Sprawiedliwość Grzegorz Peczkis (5626)                                                 |                                                                                                  |
| 4                  | KKW Koalicja Obywatelska Zbigniew Ziółko (6882) Janina Okrągły (3134)                                    | | Prawo i Sprawiedliwość Leszek Antoszczyszyn (1783) Andrzej Mrowiec (1400)                      |                                                                                                | KWW Śląscy Samorządowcy Zuzanna Donath-Kasiura (7908)                                          |                                                                                                  |
| 5                  | | Prawo i Sprawiedliwość Martyna Nakonieczny (8413) Artur Kamiński (5684) Wojciech Komarzyński (5484)                                |                                                                                                | KKW Koalicja Obywatelska Bogusław Wierdak (9025) Tomasz Zeman (4493) Alicja Szymkowicz (4414)  |                                                                                                | KKW Trzecia Droga Polska 2050 Szymona Hołowni – Polskie Stronnictwo Ludowe Antoni Konopka (4680) |
|                    | | |                                                                                                |                                                                                                |                                                                                                |                                                                                                  |

## Wyniki wyborów do Sejmiku Województwa Podkarpackiego VII kadencji
| Komitet wyborczy | Komitet wyborczy                                                           | Głosy   | Głosy  | Głosy | Mandaty | Mandaty | Mandaty |
| Komitet wyborczy | Komitet wyborczy                                                           | Liczba  | %      | +/−   | Liczba  | +/−     | %       |
| ---------------- | -------------------------------------------------------------------------- | ------- | ------ | ----- | ------- | ------- | ------- |
|                  | Prawo i Sprawiedliwość                                                     | 432 409 | 51,96  | 0,29  | 21      | 4       | 63,64   |
|                  | KKW Koalicja Obywatelska                                                   | 135 354 | 16,26  | 2,19  | 6       | 1       | 18,18   |
|                  | KKW Trzecia Droga Polska 2050 Szymona Hołowni – Polskie Stronnictwo Ludowe | 102 778 | 12,35  | 0,47  | 4       | 1       | 12,12   |
|                  | KWW Konfederacja i Bezpartyjni Samorządowcy                                | 82 493  | 9,91   | –     | 2       | –       | 6,06    |
|                  |                                                                            |         |        |       |         |         |         |
|                  | KKW Lewica                                                                 | 31 829  | 3,82   | 3,11  | –       | [ f ]   | –       |
|                  | KWW Ruch Obrony Polski                                                     | 22 953  | 2,76   | –     | –       | –       | –       |
|                  | Stowarzyszenie „Bezpartyjni Samorządowcy”                                  | 22 877  | 2,75   | 0,64  | –       |         | –       |
|                  | Polska Liberalna Strajk Przedsiębiorców                                    | 1580    | 0,19   | –     | –       | –       | –       |
|                  |                                                                            |         |        |       |         |         |         |
| Ogółem           | Ogółem                                                                     | 832 273 | 100,00 | –     | 33      | –       | 100,00  |
| Głosy nieważne   | Głosy nieważne                                                             | 40 074  | 4,59   | 2,25  |         |         |         |
| Frekwencja       | Frekwencja                                                                 | 872 347 | 52,38  | 0,64  |         |         |         |

| Radni VII kadencji | | | |                                                                                                |                                                                                                | |                                                                                                |                                                                                                |
| Nr                 | Radni wybrani z list poszczególnych komitetów wyborczych (w nawiasach liczba zdobytych głosów)                                         | Radni wybrani z list poszczególnych komitetów wyborczych (w nawiasach liczba zdobytych głosów)                                        | Radni wybrani z list poszczególnych komitetów wyborczych (w nawiasach liczba zdobytych głosów)       | Radni wybrani z list poszczególnych komitetów wyborczych (w nawiasach liczba zdobytych głosów) | Radni wybrani z list poszczególnych komitetów wyborczych (w nawiasach liczba zdobytych głosów) | Radni wybrani z list poszczególnych komitetów wyborczych (w nawiasach liczba zdobytych głosów)       | Radni wybrani z list poszczególnych komitetów wyborczych (w nawiasach liczba zdobytych głosów) | Radni wybrani z list poszczególnych komitetów wyborczych (w nawiasach liczba zdobytych głosów) |
| 1                  | | Prawo i Sprawiedliwość Karol Ożóg (41 851) Jerzy Paul (14 005) Stanisław Kruczek (12 993) Marcin Fijołek (12 274) Jerzy Cypryś (5571) | | KKW Koalicja Obywatelska Jolanta Kaźmierczak (22 612) Marek Ordyczyński (4911)                 |                                                                                                | KKW Trzecia Droga Polska 2050 Szymona Hołowni – Polskie Stronnictwo Ludowe Krzysztof Ignaczak (6636) |                                                                                                |                                                                                                |
| 2                  | Prawo i Sprawiedliwość Władysław Ortyl (44 482) Jacek Magdoń (13 933) Stefan Bieszczad (11 279) Czesław Łączak (7474)                  | KKW Koalicja Obywatelska Paweł Pazdan (11 115)                                                                                        | KKW Trzecia Droga Polska 2050 Szymona Hołowni – Polskie Stronnictwo Ludowe Jan Tarapata (8490)       |                                                                                                |                                                                                                | |                                                                                                |                                                                                                |
| 3                  | Prawo i Sprawiedliwość Ewa Draus (17 578) Kamila Piech (13 664) Bogdan Romaniuk (11 961) Renata Knap (7397)                            | KKW Koalicja Obywatelska Renata Butryn (11 357)                                                                                       | |                                                                                                |                                                                                                | |                                                                                                |                                                                                                |
| 4                  | Prawo i Sprawiedliwość Piotr Pilch (28 968) Anna Huk (13 795) Sabina Południak (11 339)                                                | KKW Koalicja Obywatelska Krzysztof Kłak (7789)                                                                                        | | KKW Trzecia Droga Polska 2050 Szymona Hołowni – Polskie Stronnictwo Ludowe Wiktor Koba (6531)  |                                                                                                | KWW Konfederacja i Bezpartyjni Samorządowcy Mirosław Majkowski (9057)                                |                                                                                                |                                                                                                |
| 5                  | Prawo i Sprawiedliwość Jerzy Borcz (21 214) Joanna Bril (13 903) Adam Śnieżek (13 176) Mateusz Lechwar (10 345) Monika Brewczak (9801) | KKW Koalicja Obywatelska Bronisław Baran (10 929)                                                                                     | KKW Trzecia Droga Polska 2050 Szymona Hołowni – Polskie Stronnictwo Ludowe Dariusz Sobieraj (15 955) | KWW Konfederacja i Bezpartyjni Samorządowcy Adam Berkowicz (10 275)                            |                                                                                                | |                                                                                                |                                                                                                |
|                    | | | |                                                                                                |                                                                                                | |                                                                                                |                                                                                                |

## Wyniki wyborów do Sejmiku Województwa Podlaskiego VII kadencji
| Komitet wyborczy | Komitet wyborczy                                                           | Głosy   | Głosy  | Głosy | Mandaty | Mandaty | Mandaty |
| Komitet wyborczy | Komitet wyborczy                                                           | Liczba  | %      | +/−   | Liczba  | +/−     | %       |
| ---------------- | -------------------------------------------------------------------------- | ------- | ------ | ----- | ------- | ------- | ------- |
|                  | Prawo i Sprawiedliwość                                                     | 194 341 | 43,47  | 1,83  | 15      | 1       | 50,00   |
|                  | KKW Koalicja Obywatelska                                                   | 101 717 | 22,75  | 1,80  | 8       | 1       | 26,67   |
|                  | KKW Trzecia Droga Polska 2050 Szymona Hołowni – Polskie Stronnictwo Ludowe | 73 532  | 16,45  | 0,79  | 6       | 1       | 20,00   |
|                  | KWW Konfederacja i Bezpartyjni Samorządowcy                                | 44 503  | 9,95   | –     | 1       | –       | 3,33    |
|                  |                                                                            |         |        |       |         |         |         |
|                  | KKW Lewica                                                                 | 15 321  | 3,43   | 2,59  | –       | [ f ]   | –       |
|                  | KWW Obywatele dla Obywateli                                                | 8590    | 1,92   | –     | –       | –       | –       |
|                  | Stowarzyszenie „Bezpartyjni Samorządowcy”                                  | 6175    | 1,38   | 0,18  | –       |         | –       |
|                  | Normalny Kraj                                                              | 1230    | 0,28   | –     | –       | –       | –       |
|                  | Polska Liberalna Strajk Przedsiębiorców                                    | 951     | 0,21   | –     | –       | –       | –       |
|                  | Koalicja Samorządowa OK Samorząd                                           | 698     | 0,16   | –     | –       | –       | –       |
|                  |                                                                            |         |        |       |         |         |         |
| Ogółem           | Ogółem                                                                     | 447 058 | 100,00 | –     | 30      | –       | 100,00  |
| Głosy nieważne   | Głosy nieważne                                                             | 17 779  | 3,82   | 2,37  |         |         |         |
| Frekwencja       | Frekwencja                                                                 | 464 837 | 51,65  | 1,35  |         |         |         |

| Radni VII kadencji | |                                                                                                | |                                                                                                | |                                                                                                  |                                                                                                |                                                                                                |
| Nr                 | Radni wybrani z list poszczególnych komitetów wyborczych (w nawiasach liczba zdobytych głosów)                           | Radni wybrani z list poszczególnych komitetów wyborczych (w nawiasach liczba zdobytych głosów) | Radni wybrani z list poszczególnych komitetów wyborczych (w nawiasach liczba zdobytych głosów)                            | Radni wybrani z list poszczególnych komitetów wyborczych (w nawiasach liczba zdobytych głosów) | Radni wybrani z list poszczególnych komitetów wyborczych (w nawiasach liczba zdobytych głosów)                              | Radni wybrani z list poszczególnych komitetów wyborczych (w nawiasach liczba zdobytych głosów)   | Radni wybrani z list poszczególnych komitetów wyborczych (w nawiasach liczba zdobytych głosów) | Radni wybrani z list poszczególnych komitetów wyborczych (w nawiasach liczba zdobytych głosów) |
| 1                  | | Prawo i Sprawiedliwość Artur Kosicki (22 599) Bogusław Dębski (3891) Tomasz Madras (3530)      | | KKW Koalicja Obywatelska Anna Augustyn (12 428) Łukasz Prokorym (8778) Karol Pilecki (5834)    | | KKW Trzecia Droga Polska 2050 Szymona Hołowni – Polskie Stronnictwo Ludowe Łukasz Nazarko (4698) |                                                                                                |                                                                                                |
| 2                  | Prawo i Sprawiedliwość Paweł Wnukowski (19 744) Wiesława Burnos (5661) Leszek Dec (4712) Rafał Supiński (4648)           | KKW Koalicja Obywatelska Anna Naszkiewicz (6176) Waldemar Kwaterski (6029)                     | KKW Trzecia Droga Polska 2050 Szymona Hołowni – Polskie Stronnictwo Ludowe Cezary Cieślukowski (9598) Bogdan Dyjuk (2814) |                                                                                                | |                                                                                                  |                                                                                                |                                                                                                |
| 3                  | Prawo i Sprawiedliwość Marek Olbryś (23 081) Adam Sekściński (7568) Bernadeta Krynicka (6392) Wanda Mieczkowska (5106)   |                                                                                                | KKW Trzecia Droga Polska 2050 Szymona Hołowni – Polskie Stronnictwo Ludowe Wojciech Grochowski (3722)                     |                                                                                                | KKW Koalicja Obywatelska Jacek Piorunek (6580)                                                                              |                                                                                                  |                                                                                                |                                                                                                |
| 4                  | Prawo i Sprawiedliwość Mariusz Gromko (16 335) Łukasz Siekierko (13 092) Robert Jabłoński (9654) Marek Malinowski (5991) |                                                                                                | KKW Koalicja Obywatelska Jarosław Dworzański (7337) Igor Łukaszuk (7204)                                                  |                                                                                                | KKW Trzecia Droga Polska 2050 Szymona Hołowni – Polskie Stronnictwo Ludowe Mikołaj Janowski (6425) Jerzy Leszczyński (6250) |                                                                                                  | KWW Konfederacja i Bezpartyjni Samorządowcy Stanisław Derehajło (9736)                         |                                                                                                |
|                    | |                                                                                                | |                                                                                                | |                                                                                                  |                                                                                                |                                                                                                |

## Wyniki wyborów do Sejmiku Województwa Pomorskiego VII kadencji
| Komitet wyborczy | Komitet wyborczy                                                           | Głosy   | Głosy  | Głosy | Mandaty | Mandaty | Mandaty |
| Komitet wyborczy | Komitet wyborczy                                                           | Liczba  | %      | +/−   | Liczba  | +/−     | %       |
| ---------------- | -------------------------------------------------------------------------- | ------- | ------ | ----- | ------- | ------- | ------- |
|                  | KKW Koalicja Obywatelska                                                   | 374 726 | 43,84  | 1,55  | 20      | 2       | 60,61   |
|                  | Prawo i Sprawiedliwość                                                     | 219 683 | 25,70  | 2,14  | 10      | 3       | 30,30   |
|                  | KKW Trzecia Droga Polska 2050 Szymona Hołowni – Polskie Stronnictwo Ludowe | 88 254  | 10,32  | 1,99  | 3       | 1       | 9,09    |
|                  |                                                                            |         |        |       |         |         |         |
|                  | KWW Konfederacja i Bezpartyjni Samorządowcy                                | 56 707  | 6,63   | –     | –       | –       | –       |
|                  | KKW Lewica                                                                 | 53 414  | 6,25   | 2,54  | –       | [ f ]   | –       |
|                  | Stowarzyszenie „Samorządne Pomorze”                                        | 32 709  | 3,83   | –     | –       | –       | –       |
|                  | Stowarzyszenie „Bezpartyjni Samorządowcy”                                  | 26 101  | 3,05   | 0,02  | –       |         | –       |
|                  | Ruch Naprawy Polski                                                        | 2072    | 0,24   | –     | –       | –       | –       |
|                  | Polska Liberalna Strajk Przedsiębiorców                                    | 1157    | 0,14   | –     | –       | –       | –       |
|                  |                                                                            |         |        |       |         |         |         |
| Ogółem           | Ogółem                                                                     | 854 823 | 100,00 | –     | 33      | –       | 100,00  |
| Głosy nieważne   | Głosy nieważne                                                             | 35 099  | 3,94   | 2,07  |         |         |         |
| Frekwencja       | Frekwencja                                                                 | 889 922 | 51,42  | 4,29  |         |         |         |

| Radni VII kadencji | | |                                                                                                 | |                                                                                                | |
| Nr                 | Radni wybrani z list poszczególnych komitetów wyborczych (w nawiasach liczba zdobytych głosów)                                                         | Radni wybrani z list poszczególnych komitetów wyborczych (w nawiasach liczba zdobytych głosów)                             | Radni wybrani z list poszczególnych komitetów wyborczych (w nawiasach liczba zdobytych głosów)  | Radni wybrani z list poszczególnych komitetów wyborczych (w nawiasach liczba zdobytych głosów)       | Radni wybrani z list poszczególnych komitetów wyborczych (w nawiasach liczba zdobytych głosów) | Radni wybrani z list poszczególnych komitetów wyborczych (w nawiasach liczba zdobytych głosów)     |
| 1                  | | KKW Koalicja Obywatelska Jan Kleinszmidt (17 566) Leszek Bonna (11 883) Iwona Mielewczyk (11 729) Adam Bondarenko (10 924) |                                                                                                 | Prawo i Sprawiedliwość Krzysztof Sławski (16 552) Marta Müller-Grajek (13 247)                       |                                                                                                | KKW Trzecia Droga Polska 2050 Szymona Hołowni – Polskie Stronnictwo Ludowe Jarosław Ścigała (3350) |
| 2                  | KKW Koalicja Obywatelska Marcin Skwierawski (26 374) Beata Koniarska (19 534) Andrzej Struk (18 861) Piotr Wittbrodt (9924) Olga Haase (8389)          | Prawo i Sprawiedliwość Roman Dambek (19 702) Kazimierz Klawiter (13 968)                                                   | KKW Trzecia Droga Polska 2050 Szymona Hołowni – Polskie Stronnictwo Ludowe Szymon Redlin (7648) | |                                                                                                | |
| 3                  | KKW Koalicja Obywatelska Mieczysław Struk (39 799) Kinga Borusewicz (19 648) Przemysław Ryś (16 417) Paulina Filipowicz (9536) Beata Dunajewska (5813) | Prawo i Sprawiedliwość Natalia Nitek-Płażyńska (33 435)                                                                    |                                                                                                 | |                                                                                                | |
| 4                  | KKW Koalicja Obywatelska Danuta Rek (19 014) Beata Jankowska (7886) Stefan Skonieczny (7163)                                                           | Prawo i Sprawiedliwość Piotr Karczewski (29 065) Sebastian Dadaczyński (6129) Sylwia Leyk (5627)                           |                                                                                                 | KKW Trzecia Droga Polska 2050 Szymona Hołowni – Polskie Stronnictwo Ludowe Krzysztof Trawicki (9310) |                                                                                                | |
| 5                  | KKW Koalicja Obywatelska Józef Sarnowski (11 508) Piotr Widz (10 629) Zenon Odya (8220)                                                                | Prawo i Sprawiedliwość Arwid Żebrowski (11 525) Marta Cymańska (7607)                                                      |                                                                                                 | |                                                                                                | |
|                    | | |                                                                                                 | |                                                                                                | |

## Wyniki wyborów do Sejmiku Województwa Śląskiego VII kadencji
| Komitet wyborczy | Komitet wyborczy                                                           | Głosy     | Głosy  | Głosy | Mandaty | Mandaty | Mandaty |
| Komitet wyborczy | Komitet wyborczy                                                           | Liczba    | %      | +/−   | Liczba  | +/−     | %       |
| ---------------- | -------------------------------------------------------------------------- | --------- | ------ | ----- | ------- | ------- | ------- |
|                  | KKW Koalicja Obywatelska                                                   | 508 171   | 32,41  | 2,19  | 20      | [ b ]   | 44,44   |
|                  | Prawo i Sprawiedliwość                                                     | 487 588   | 31,09  | 1,02  | 18      | 4       | 40,00   |
|                  | KKW Trzecia Droga Polska 2050 Szymona Hołowni – Polskie Stronnictwo Ludowe | 166 502   | 10,62  | 5,47  | 5       | 4       | 11,11   |
|                  | KKW Lewica                                                                 | 128 840   | 8,22   | 1,54  | 2       | [ f ]   | 4,44    |
|                  |                                                                            |           |        |       |         |         |         |
|                  | KWW Konfederacja i Bezpartyjni Samorządowcy                                | 107 496   | 6,86   | –     | –       | –       | –       |
|                  | Ruch Autonomii Śląska                                                      | 50 361    | 3,21   | –     | –       | –       | –       |
|                  | Ślonzoki Razem                                                             | 36 730    | 2,34   | 0,89  | –       |         | –       |
|                  | Stowarzyszenie „Bezpartyjni Samorządowcy”                                  | 36 105    | 2,30   | 2,66  | –       |         | –       |
|                  | KWW Ruch Obrony Polski                                                     | 14 330    | 0,91   | –     | –       | –       | –       |
|                  | Normalny Kraj                                                              | 7833      | 0,50   | –     | –       | –       | –       |
|                  | Ruch Naprawy Polski                                                        | 5641      | 0,36   | –     | –       | –       | –       |
|                  | Inicjatywa Obywatelska Powiatu Tarnogórskiego                              | 5495      | 0,35   | 0,43  | –       |         | –       |
|                  | Koalicja Samorządowa OK Samorząd                                           | 4234      | 0,27   | –     | –       | –       | –       |
|                  | Polska Liberalna Strajk Przedsiębiorców                                    | 3927      | 0,25   | –     | –       | –       | –       |
|                  | KWW Ruch Samorządowy Łukasza Konarskiego                                   | 3494      | 0,22   | –     | –       | –       | –       |
|                  | Samoobrona                                                                 | 1317      | 0,08   | –     | –       | –       | –       |
|                  |                                                                            |           |        |       |         |         |         |
| Ogółem           | Ogółem                                                                     | 1 568 064 | 100,00 | –     | 45      | –       | 100,00  |
| Głosy nieważne   | Głosy nieważne                                                             | 61 310    | 3,76   | 2,27  |         |         |         |
| Frekwencja       | Frekwencja                                                                 | 1 629 374 | 48,66  | 3,59  |         |         |         |

| Radni VII kadencji |                                                                                                | | | | | |                                                                                                |                                                                                                |
| Nr                 | Radni wybrani z list poszczególnych komitetów wyborczych (w nawiasach liczba zdobytych głosów) | Radni wybrani z list poszczególnych komitetów wyborczych (w nawiasach liczba zdobytych głosów)                                   | Radni wybrani z list poszczególnych komitetów wyborczych (w nawiasach liczba zdobytych głosów)          | Radni wybrani z list poszczególnych komitetów wyborczych (w nawiasach liczba zdobytych głosów)     | Radni wybrani z list poszczególnych komitetów wyborczych (w nawiasach liczba zdobytych głosów)        | Radni wybrani z list poszczególnych komitetów wyborczych (w nawiasach liczba zdobytych głosów)      | Radni wybrani z list poszczególnych komitetów wyborczych (w nawiasach liczba zdobytych głosów) | Radni wybrani z list poszczególnych komitetów wyborczych (w nawiasach liczba zdobytych głosów) |
| 1                  |                                                                                                | Prawo i Sprawiedliwość Jan Chrząszcz (40 238) Jan Kawulok (12 687) Stanisław Baczyński (10 758)                                  | | KKW Koalicja Obywatelska Rafał Ryplewicz (29 322) Marcin Szarek (11 170) Katarzyna Twardzik (9879) | | KKW Trzecia Droga Polska 2050 Szymona Hołowni – Polskie Stronnictwo Ludowe Jacek Jarco (12 042)     |                                                                                                |                                                                                                |
| 2                  |                                                                                                | KKW Koalicja Obywatelska Maciej Kolon (30 283) Alina Bednarz (21 080) Aleksandra Targosz-Bernaciak (7693) Maciej Gruchlik (5332) | | Prawo i Sprawiedliwość Beata Białowąs (28 052) Piotr Czarnynoga (13 014) Tomasz Papaj (8776)       | | |                                                                                                |                                                                                                |
| 3                  |                                                                                                | Prawo i Sprawiedliwość Wojciech Kałuża (27 874) Julia Kloc-Kondracka (20 773) Łukasz Dwornik (11 063)                            | | KKW Koalicja Obywatelska Grzegorz Wolnik (27 611) Barbara Gadowska (21 729) Ewa Chmielorz (8003)   | | KKW Trzecia Droga Polska 2050 Szymona Hołowni – Polskie Stronnictwo Ludowe Bronisław Karasek (6912) |                                                                                                |                                                                                                |
| 4                  |                                                                                                | KKW Koalicja Obywatelska Paweł Kobyliński (33 508) Lucyna Ekkert (15 763) Jacek Brzezinka (9500)                                 | | Prawo i Sprawiedliwość Bartłomiej Kowalski (30 698) Józef Kubica (12 201) Małgorzata Mańka (7343)  | KKW Trzecia Droga Polska 2050 Szymona Hołowni – Polskie Stronnictwo Ludowe Marek Bieniek (7054)       | |                                                                                                |                                                                                                |
| 5                  | KKW Koalicja Obywatelska Adam Koczyk (18 984) Marek Kopel (8498)                               | Prawo i Sprawiedliwość Dorota Tobiszowska (28 721) Maria Nowak (6114)                                                            | KKW Trzecia Droga Polska 2050 Szymona Hołowni – Polskie Stronnictwo Ludowe Aleksandra Poloczek (15 534) | | | |                                                                                                |                                                                                                |
| 6                  |                                                                                                | Prawo i Sprawiedliwość Mariusz Trepka (38 213) Beata Kocik (11 062)                                                              | | KKW Koalicja Obywatelska Bartłomiej Sabat (22 661)                                                 | KKW Trzecia Droga Polska 2050 Szymona Hołowni – Polskie Stronnictwo Ludowe Stanisław Gmitruk (11 851) | | KKW Lewica Ewelina Balt (13 384)                                                               |                                                                                                |
| 7                  |                                                                                                | KKW Koalicja Obywatelska Mirosław Mazur (13 351) Paweł Bańkowski (12 456) Aldona Węgrzynowicz (5876) Adam Lubas (3436)           | | Prawo i Sprawiedliwość Dariusz Starzycki (33 882) Jadwiga Baczyńska (13 789)                       | | KKW Lewica Rafał Adamczyk (13 721)                                                                  |                                                                                                |                                                                                                |
|                    |                                                                                                | | | | | |                                                                                                |                                                                                                |

## Wyniki wyborów do Sejmiku Województwa Świętokrzyskiego VII kadencji
| Komitet wyborczy | Komitet wyborczy                                                           | Głosy   | Głosy  | Głosy | Mandaty | Mandaty | Mandaty |
| Komitet wyborczy | Komitet wyborczy                                                           | Liczba  | %      | +/−   | Liczba  | +/−     | %       |
| ---------------- | -------------------------------------------------------------------------- | ------- | ------ | ----- | ------- | ------- | ------- |
|                  | Prawo i Sprawiedliwość                                                     | 212 046 | 42,00  | 3,60  | 16      |         | 53,33   |
|                  | KKW Trzecia Droga Polska 2050 Szymona Hołowni – Polskie Stronnictwo Ludowe | 109 606 | 21,71  | 3,80  | 7       | 2       | 23,33   |
|                  | KKW Koalicja Obywatelska                                                   | 94 520  | 18,72  | 6,50  | 6       | 3       | 20,00   |
|                  | KWW Konfederacja i Bezpartyjni Samorządowcy                                | 46 168  | 9,15   | –     | 1       | –       | 3,33    |
|                  |                                                                            |         |        |       |         |         |         |
|                  | KKW Lewica                                                                 | 20 615  | 4,08   | 2,85  | –       | 1       | –       |
|                  | Stowarzyszenie „Bezpartyjni Samorządowcy”                                  | 9020    | 1,79   | 0,99  | –       |         | –       |
|                  | Koalicja Samorządowa OK Samorząd                                           | 6221    | 1,23   | –     | –       | –       | –       |
|                  | Ruch Naprawy Polski                                                        | 5732    | 1,14   | –     | –       | –       | –       |
|                  | Polska Liberalna Strajk Przedsiębiorców                                    | 907     | 0,18   | –     | –       | –       | –       |
|                  |                                                                            |         |        |       |         |         |         |
| Ogółem           | Ogółem                                                                     | 504 835 | 100,00 | –     | 30      | –       | 100,00  |
| Głosy nieważne   | Głosy nieważne                                                             | 28 445  | 5,33   | 1,61  |         |         |         |
| Frekwencja       | Frekwencja                                                                 | 533 280 | 55,36  | 1,23  |         |         |         |

| Radni VII kadencji | | | | |                                                                                                 |                                                                                                |                                                                                                |                                                                                                |
| Nr                 | Radni wybrani z list poszczególnych komitetów wyborczych (w nawiasach liczba zdobytych głosów)                                                | Radni wybrani z list poszczególnych komitetów wyborczych (w nawiasach liczba zdobytych głosów)                     | Radni wybrani z list poszczególnych komitetów wyborczych (w nawiasach liczba zdobytych głosów)                            | Radni wybrani z list poszczególnych komitetów wyborczych (w nawiasach liczba zdobytych głosów)                        | Radni wybrani z list poszczególnych komitetów wyborczych (w nawiasach liczba zdobytych głosów)  | Radni wybrani z list poszczególnych komitetów wyborczych (w nawiasach liczba zdobytych głosów) | Radni wybrani z list poszczególnych komitetów wyborczych (w nawiasach liczba zdobytych głosów) | Radni wybrani z list poszczególnych komitetów wyborczych (w nawiasach liczba zdobytych głosów) |
| 1                  | | Prawo i Sprawiedliwość Magdalena Zieleń (17 436) Grzegorz Socha (8611) Marek Strzała (7357) Paweł Krakowiak (5856) | | KKW Trzecia Droga Polska 2050 Szymona Hołowni – Polskie Stronnictwo Ludowe Andrzej Swajda (9138) Arkadiusz Bąk (6662) |                                                                                                 | KKW Koalicja Obywatelska Jolanta Madioury (8135)                                               |                                                                                                |                                                                                                |
| 2                  | Prawo i Sprawiedliwość Andrzej Bętkowski (15 439) Andrzej Pruś (9981) Marcin Piętak (3628)                                                    | | KKW Koalicja Obywatelska Jan Maćkowiak (9072) Waldemar Wrona (5103)                                                       | | KKW Trzecia Droga Polska 2050 Szymona Hołowni – Polskie Stronnictwo Ludowe Jerzy Materek (4964) |                                                                                                |                                                                                                |                                                                                                |
| 3                  | Prawo i Sprawiedliwość Renata Janik (43 381) Łukasz Jabłoński (4418) Mieczysław Gębski (3915) Kazimierz Mądzik (3430) Sławomir Gierada (3361) | KKW Koalicja Obywatelska Gerard Pedrycz (9529) Andrzej Mochoń (7378)                                               | KKW Trzecia Droga Polska 2050 Szymona Hołowni – Polskie Stronnictwo Ludowe Piotr Żołądek (6236) Henryk Milcarz (5087)     | | KWW Konfederacja i Bezpartyjni Samorządowcy Katarzyna Suchańska (14 137)                        |                                                                                                |                                                                                                |                                                                                                |
| 4                  | Prawo i Sprawiedliwość Marek Bogusławski (17 989) Anita Koniusz (8815) Grzegorz Cepil (6259) Małgorzata Gusta (5899)                          | | KKW Trzecia Droga Polska 2050 Szymona Hołowni – Polskie Stronnictwo Ludowe Krystian Jarubas (14 307) Jolanta Tyjas (5937) | | KKW Koalicja Obywatelska Wojciech Zwierzchowski (5200)                                          |                                                                                                |                                                                                                |                                                                                                |
|                    | | | | |                                                                                                 |                                                                                                |                                                                                                |                                                                                                |

## Wyniki wyborów do Sejmiku Województwa Warmińsko-Mazurskiego VII kadencji
| Komitet wyborczy | Komitet wyborczy                                                           | Głosy   | Głosy  | Głosy | Mandaty | Mandaty | Mandaty |
| Komitet wyborczy | Komitet wyborczy                                                           | Liczba  | %      | +/−   | Liczba  | +/−     | %       |
| ---------------- | -------------------------------------------------------------------------- | ------- | ------ | ----- | ------- | ------- | ------- |
|                  | KKW Koalicja Obywatelska                                                   | 173 053 | 34,90  | 4,06  | 13      | 1       | 43,33   |
|                  | Prawo i Sprawiedliwość                                                     | 152 370 | 30,73  | 2,58  | 11      |         | 36,67   |
|                  | KKW Trzecia Droga Polska 2050 Szymona Hołowni – Polskie Stronnictwo Ludowe | 82 420  | 16,62  | 3,02  | 6       | 1       | 20,00   |
|                  |                                                                            |         |        |       |         |         |         |
|                  | KWW Konfederacja i Bezpartyjni Samorządowcy                                | 37 011  | 7,47   | –     | –       | –       | –       |
|                  | KKW Lewica                                                                 | 31 238  | 6,30   | 4,17  | –       | [ f ]   | –       |
|                  | Stowarzyszenie „Bezpartyjni Samorządowcy”                                  | 13 156  | 2,65   | 1,86  | –       |         | –       |
|                  | Normalny Kraj                                                              | 5176    | 1,04   | –     | –       | –       | –       |
|                  | Polska Liberalna Strajk Przedsiębiorców                                    | 1366    | 0,28   | –     | –       | –       | –       |
|                  |                                                                            |         |        |       |         |         |         |
| Ogółem           | Ogółem                                                                     | 495 790 | 100,00 | –     | 30      | –       | 100,00  |
| Głosy nieważne   | Głosy nieważne                                                             | 32 084  | 6,08   | 1,97  |         |         |         |
| Frekwencja       | Frekwencja                                                                 | 527 874 | 49,42  | 2,07  |         |         |         |

| Radni VII kadencji |                                                                                                | | | | |                                                                                                  |
| Nr                 | Radni wybrani z list poszczególnych komitetów wyborczych (w nawiasach liczba zdobytych głosów) | Radni wybrani z list poszczególnych komitetów wyborczych (w nawiasach liczba zdobytych głosów)               | Radni wybrani z list poszczególnych komitetów wyborczych (w nawiasach liczba zdobytych głosów)      | Radni wybrani z list poszczególnych komitetów wyborczych (w nawiasach liczba zdobytych głosów)            | Radni wybrani z list poszczególnych komitetów wyborczych (w nawiasach liczba zdobytych głosów)                            | Radni wybrani z list poszczególnych komitetów wyborczych (w nawiasach liczba zdobytych głosów)   |
| 1                  |                                                                                                | KKW Koalicja Obywatelska Marcin Kuchciński (24 685) Tadeusz Politewicz (5710) Teresa Astramowicz-Leyk (4905) | | Prawo i Sprawiedliwość Paweł Warot (9568) Bożenna Ulewicz (6654)                                          | | KKW Trzecia Droga Polska 2050 Szymona Hołowni – Polskie Stronnictwo Ludowe Maria Bąkowska (4688) |
| 2                  |                                                                                                | Prawo i Sprawiedliwość Bogusława Orzechowska (19 365) Ewa Wiśniewska (4043) Anna Piątek (3986)               | | KKW Koalicja Obywatelska Bernadeta Hordejuk (14 916) Tadeusz Sobierajski (4166) Zbigniew Domżalski (1972) | KKW Trzecia Droga Polska 2050 Szymona Hołowni – Polskie Stronnictwo Ludowe Bogdan Bartnicki (5912)                        |                                                                                                  |
| 3                  |                                                                                                | KKW Koalicja Obywatelska Robert Turlej (16 125) Marek Chyl (4351) Elżbieta Ruda (4090)                       | | Prawo i Sprawiedliwość Marcin Kazimierczuk (12 129) Łukasz Kochan (7508)                                  | KKW Trzecia Droga Polska 2050 Szymona Hołowni – Polskie Stronnictwo Ludowe Jan Bobek (4577)                               |                                                                                                  |
| 4                  | KKW Koalicja Obywatelska Jarosław Słoma (9544) Zbigniew Homza (5409)                           | Prawo i Sprawiedliwość Piotr Soćko (3770) Wojciech Cybulski (1584)                                           | KKW Trzecia Droga Polska 2050 Szymona Hołowni – Polskie Stronnictwo Ludowe Bogusław Wisowaty (5162) | | |                                                                                                  |
| 5                  |                                                                                                | Prawo i Sprawiedliwość Patryk Kozłowski (12 669) Piotr Andruszkiewicz (4958)                                 | | KKW Koalicja Obywatelska Katarzyna Sobiech (10 328) Magdalena Lewkowicz (5497)                            | KKW Trzecia Droga Polska 2050 Szymona Hołowni – Polskie Stronnictwo Ludowe Sylwia Jaskulska (10 298) Rafał Wilczek (2529) |                                                                                                  |
|                    |                                                                                                | | | | |                                                                                                  |

## Wyniki wyborów do Sejmiku Województwa Wielkopolskiego VII kadencji
| Komitet wyborczy | Komitet wyborczy                                                           | Głosy     | Głosy  | Głosy | Mandaty | Mandaty | Mandaty |
| Komitet wyborczy | Komitet wyborczy                                                           | Liczba    | %      | +/−   | Liczba  | +/−     | %       |
| ---------------- | -------------------------------------------------------------------------- | --------- | ------ | ----- | ------- | ------- | ------- |
|                  | KKW Koalicja Obywatelska                                                   | 418 594   | 32,01  | 0,79  | 15      | [ b ]   | 38,46   |
|                  | Prawo i Sprawiedliwość                                                     | 351 828   | 26,90  | 0,94  | 15      | 2       | 38,46   |
|                  | KKW Trzecia Droga Polska 2050 Szymona Hołowni – Polskie Stronnictwo Ludowe | 228 684   | 17,49  | 2,97  | 7       | [ d ]   | 17,95   |
|                  | KKW Lewica                                                                 | 99 910    | 7,64   | 3,46  | 2       | 1       | 5,13    |
|                  |                                                                            |           |        |       |         |         |         |
|                  | KWW Konfederacja i Bezpartyjni Samorządowcy                                | 86 400    | 6,61   | –     | –       | –       | –       |
|                  | Koalicja Samorządowa OK Samorząd                                           | 56 261    | 4,30   | –     | –       | –       | –       |
|                  | Stowarzyszenie „Bezpartyjni Samorządowcy”                                  | 39 263    | 3,00   | 3,07  | –       | 1       | –       |
|                  | Normalny Kraj                                                              | 18 679    | 1,43   | –     | –       | –       | –       |
|                  | Polska Liberalna Strajk Przedsiębiorców                                    | 8153      | 0,62   | –     | –       | –       | –       |
|                  |                                                                            |           |        |       |         |         |         |
| Ogółem           | Ogółem                                                                     | 1 307 772 | 100,00 | –     | 39      | –       | 100,00  |
| Głosy nieważne   | Głosy nieważne                                                             | 76 297    | 5,51   | 2,87  |         |         |         |
| Frekwencja       | Frekwencja                                                                 | 1 384 069 | 52,23  | 3,66  |         |         |         |

| Radni VII kadencji | | | |                                                                                                  | |                                                                                                |                                                                                                |                                                                                                |
| Nr                 | Radni wybrani z list poszczególnych komitetów wyborczych (w nawiasach liczba zdobytych głosów)              | Radni wybrani z list poszczególnych komitetów wyborczych (w nawiasach liczba zdobytych głosów)                 | Radni wybrani z list poszczególnych komitetów wyborczych (w nawiasach liczba zdobytych głosów)                                     | Radni wybrani z list poszczególnych komitetów wyborczych (w nawiasach liczba zdobytych głosów)   | Radni wybrani z list poszczególnych komitetów wyborczych (w nawiasach liczba zdobytych głosów)                              | Radni wybrani z list poszczególnych komitetów wyborczych (w nawiasach liczba zdobytych głosów) | Radni wybrani z list poszczególnych komitetów wyborczych (w nawiasach liczba zdobytych głosów) | Radni wybrani z list poszczególnych komitetów wyborczych (w nawiasach liczba zdobytych głosów) |
| 1                  | | KKW Koalicja Obywatelska Marek Woźniak (47 492) Tatiana Sokołowska (19 080) Violetta Ratajczak (6420)          | | Prawo i Sprawiedliwość Filip Żelazny (23 124)                                                    | | KKW Lewica Justyna Pankowska (5835)                                                            |                                                                                                |                                                                                                |
| 2                  | KKW Koalicja Obywatelska Jacek Bogusławski (25 250) Marta Magda (12 170) Paweł Owsianny (9885)              | Prawo i Sprawiedliwość Michał Zieliński (27 834) Adam Bogrycewicz (15 948) Wiesław Ratajczak (3153)            | | KKW Trzecia Droga Polska 2050 Szymona Hołowni – Polskie Stronnictwo Ludowe Michał Wojtiuk (7826) | |                                                                                                |                                                                                                |                                                                                                |
| 3                  | KKW Koalicja Obywatelska Paulina Stochniałek (37 776) Marta Dzikowska (18 001) Patrycja Przybylska (10 900) | Prawo i Sprawiedliwość Joanna Szczechowska (26 969) Łukasz Grabowski (12 086)                                  | KKW Trzecia Droga Polska 2050 Szymona Hołowni – Polskie Stronnictwo Ludowe Wojciech Jankowiak (17 030) Agnieszka Wiśniewska (7562) |                                                                                                  | KKW Lewica Katarzyna Kretkowska (12 514)                                                                                    |                                                                                                |                                                                                                |                                                                                                |
| 4                  | | Prawo i Sprawiedliwość Dominik Szopa (24 740) Grzegorz Fiałkowski (12 911) Katarzyna Rzepecka-Andrzejak (8582) | | KKW Trzecia Droga Polska 2050 Szymona Hołowni – Polskie Stronnictwo Ludowe Anna Majda (21 172)   | | KKW Koalicja Obywatelska Henryk Drzewiecki (12 684)                                            |                                                                                                |                                                                                                |
| 5                  | Prawo i Sprawiedliwość Tomasz Ławniczak (37 795) Leszek Bierła (8437) Piotr Trybek (8188)                   | | KKW Koalicja Obywatelska Marzena Wodzińska (11 878) Andrzej Pichet (5894)                                                          |                                                                                                  | KKW Trzecia Droga Polska 2050 Szymona Hołowni – Polskie Stronnictwo Ludowe Krzysztof Grabowski (27 384) Jan Grzesiek (7661) |                                                                                                |                                                                                                |                                                                                                |
| 6                  | | KKW Koalicja Obywatelska Barbara Mroczkowska (22 608) Marian Poślednik (13 023) Henryk Szymański (10 024)      | | Prawo i Sprawiedliwość Marek Sowa (30 989) Małgorzata Nowak (7656) Romuald Ruszkowski (4313)     | KKW Trzecia Droga Polska 2050 Szymona Hołowni – Polskie Stronnictwo Ludowe Wojciech Firlej (8284)                           |                                                                                                |                                                                                                |                                                                                                |
|                    | | | |                                                                                                  | |                                                                                                |                                                                                                |                                                                                                |

## Wyniki wyborów do Sejmiku Województwa Zachodniopomorskiego VII kadencji
| Komitet wyborczy | Komitet wyborczy                                                           | Głosy   | Głosy  | Głosy | Mandaty | Mandaty | Mandaty |
| Komitet wyborczy | Komitet wyborczy                                                           | Liczba  | %      | +/−   | Liczba  | +/−     | %       |
| ---------------- | -------------------------------------------------------------------------- | ------- | ------ | ----- | ------- | ------- | ------- |
|                  | KKW Koalicja Obywatelska                                                   | 227 666 | 38,88  | 6,54  | 15      | 2       | 50,00   |
|                  | Prawo i Sprawiedliwość                                                     | 146 687 | 25,05  | 1,75  | 10      | 1       | 33,33   |
|                  | KKW Trzecia Droga Polska 2050 Szymona Hołowni – Polskie Stronnictwo Ludowe | 62 147  | 10,61  | 0,93  | 3       | 1       | 10,00   |
|                  | Koalicja Samorządowa OK Samorząd                                           | 49 217  | 8,41   | –     | 1       | –       | 3,33    |
|                  | KKW Lewica                                                                 | 46 062  | 7,87   | 2,74  | 1       | [ f ]   | 3,33    |
|                  |                                                                            |         |        |       |         |         |         |
|                  | KWW Konfederacja i Bezpartyjni Samorządowcy                                | 33 065  | 5,65   | –     | –       | –       | –       |
|                  | Normalny Kraj                                                              | 8144    | 1,39   | –     | –       | –       | –       |
|                  | Stowarzyszenie „Bezpartyjni Samorządowcy”                                  | 6970    | 1,19   | 12,51 | –       | 3       | –       |
|                  | KWW Dobro Gminy                                                            | 3499    | 0,60   | –     | –       | –       | –       |
|                  | Polska Liberalna Strajk Przedsiębiorców                                    | 2105    | 0,36   | –     | –       | –       | –       |
|                  |                                                                            |         |        |       |         |         |         |
| Ogółem           | Ogółem                                                                     | 585 562 | 100,00 | –     | 30      | –       | 100,00  |
| Głosy nieważne   | Głosy nieważne                                                             | 31 345  | 5,08   | 1,79  |         |         |         |
| Frekwencja       | Frekwencja                                                                 | 616 907 | 49,30  | 2,90  |         |         |         |

| Radni VII kadencji | | |                                                                                                | |                                                                                                | |                                                                                                |                                                                                                |
| Nr                 | Radni wybrani z list poszczególnych komitetów wyborczych (w nawiasach liczba zdobytych głosów)           | Radni wybrani z list poszczególnych komitetów wyborczych (w nawiasach liczba zdobytych głosów)                                                    | Radni wybrani z list poszczególnych komitetów wyborczych (w nawiasach liczba zdobytych głosów) | Radni wybrani z list poszczególnych komitetów wyborczych (w nawiasach liczba zdobytych głosów)        | Radni wybrani z list poszczególnych komitetów wyborczych (w nawiasach liczba zdobytych głosów) | Radni wybrani z list poszczególnych komitetów wyborczych (w nawiasach liczba zdobytych głosów)       | Radni wybrani z list poszczególnych komitetów wyborczych (w nawiasach liczba zdobytych głosów) | Radni wybrani z list poszczególnych komitetów wyborczych (w nawiasach liczba zdobytych głosów) |
| 1                  | | KKW Koalicja Obywatelska Olgierd Geblewicz (48 876) Maria Kubisa (11 230) Teresa Kalina (6422) Andrzej Niedzielski (3604) Jagoda Żyłkowska (2989) |                                                                                                | Prawo i Sprawiedliwość Agnieszka Kurzawa (20 638) Rafał Niburski (7031) Leszek Duklanowski (6393)     |                                                                                                | |                                                                                                |                                                                                                |
| 2                  | KKW Koalicja Obywatelska Janusz Żmurkiewicz (10 489) Beata Smoleńska (9844) Adam Fedeńczak (5173)        | Prawo i Sprawiedliwość Leszek Dobrzyński (12 355)                                                                                                 |                                                                                                | KKW Trzecia Droga Polska 2050 Szymona Hołowni – Polskie Stronnictwo Ludowe Damian Simiński (4344)     |                                                                                                | |                                                                                                |                                                                                                |
| 3                  | KKW Koalicja Obywatelska Anna Bańkowska (15 428) Krystyna Kołodziejska-Motyl (4965)                      | Prawo i Sprawiedliwość Marek Subocz (9473) Henryk Carewicz (9315)                                                                                 |                                                                                                | KKW Lewica Stanisław Wziątek (7880)                                                                   |                                                                                                | |                                                                                                |                                                                                                |
| 4                  | KKW Koalicja Obywatelska Małgorzata Hołub-Kowalik (24 468) Magdalena Miszke (5383) Karolina Siwek (4375) | Prawo i Sprawiedliwość Krzysztof Nieckarz (13 184) Tomasz Wójcik (4965)                                                                           |                                                                                                | KKW Trzecia Droga Polska 2050 Szymona Hołowni – Polskie Stronnictwo Ludowe Elżbieta Kopczyńska (3298) |                                                                                                | |                                                                                                |                                                                                                |
| 5                  | KKW Koalicja Obywatelska Anna Nowak (12 739) Artur Nycz (6977)                                           | Prawo i Sprawiedliwość Michał Jach (15 832) Joanna Kostrzewa (6039)                                                                               |                                                                                                | Koalicja Samorządowa OK Samorząd Marcin Przepióra (6378)                                              |                                                                                                | KKW Trzecia Droga Polska 2050 Szymona Hołowni – Polskie Stronnictwo Ludowe Sebastian Szwajlik (3009) |                                                                                                |                                                                                                |
|                    | | |                                                                                                | |                                                                                                | |                                                                                                |                                                                                                |